# 헛 라군

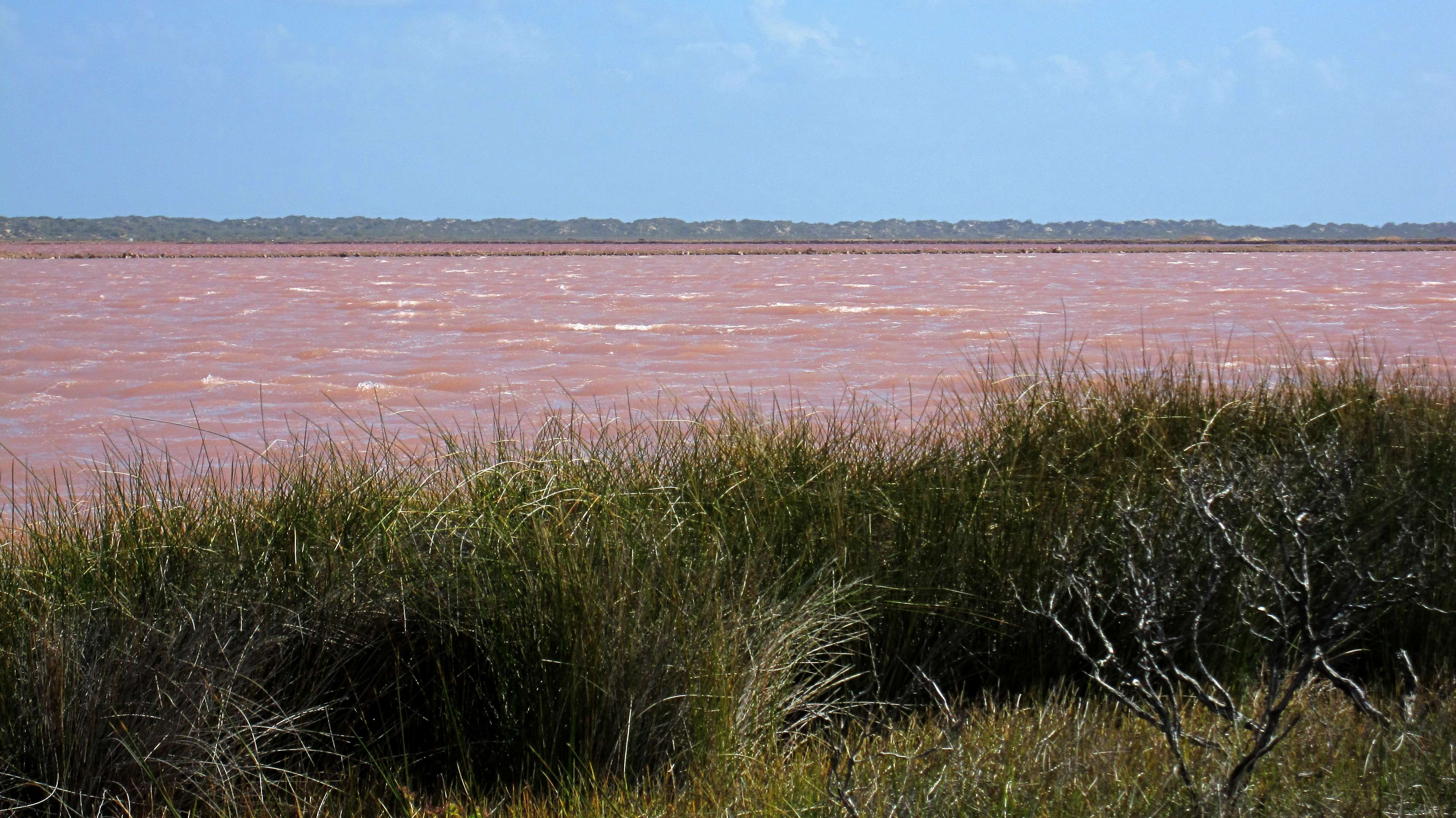
호안가 남동부에서 찍은 사진

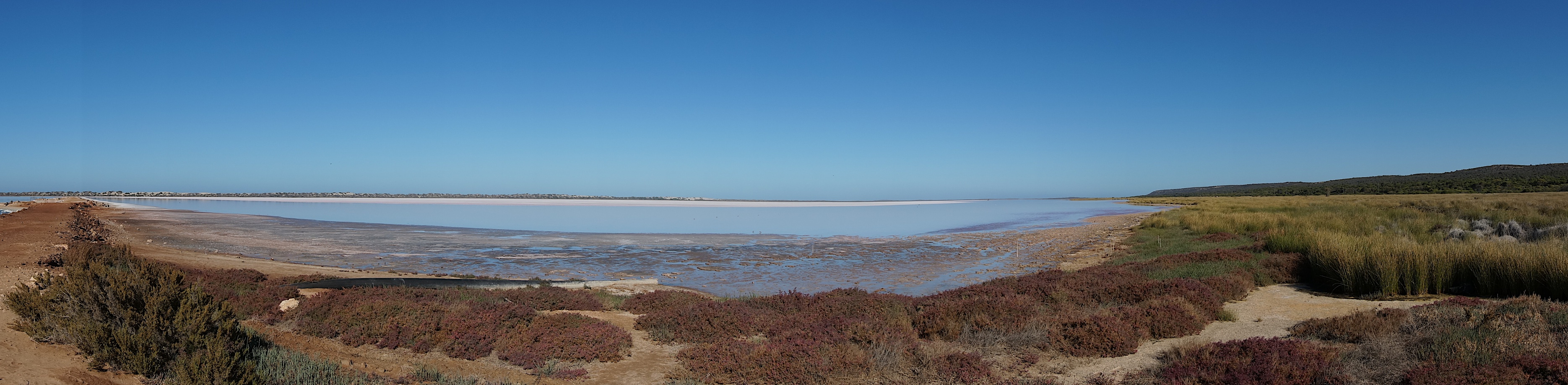
헛 라군

헛 라군은 오스트레일리아 웨스턴오스트레일리아주 미드웨스트 헛강 하구 북쪽 2km 인도양 근처에 있는 해양 염호다. 길이 14km, 폭 2.3km, 최대 수심 65cm다. 호주 서부 해안을 탐험한 탐험가 조지 그레이가 2대 호주 총독이었던 존 헛의 형제인 윌리엄 헛의 이름에서 따와 명명했다.